# Jacques Roger-Machart
Jacques Roger-Machart, né le 16 mai 1940 à Argenton-sur-Creuse, est un homme politique français, ancien député de Haute-Garonne.

## Biographie
Titulaire d'un diplôme d'ingénieur de Centrale Paris (promotion 1963) et d'économiste de l'Institut d'études politiques de Paris, Jacques Roger-Machart commence sa carrière comme ingénieur à EDF de 1965 à 1975.
En 1975, il entame une carrière politique au cours de laquelle il est conseiller général de Haute-Garonne puis conseiller régional de Midi-Pyrénées. En 1981, il remplace Alain Savary, nommé au gouvernement, comme député de la 1re circonscription de la Haute-Garonne. Il est réélu en 1986, puis, à la suite du redécoupage électoral, il est député de la 5e circonscription de la Haute-Garonne de 1988 à 1993.
Maire de Castelginest de 1990 à 1991.
Il réintègre ensuite EDF où il occupe notamment le poste de directeur du développement à la direction internationale et directeur de la zone Europe-Méditerranée-Moyen-Orient. En 2000, il fonde sa propre entreprise, Entreprises et Développement Régional (EDR).
Début 2006, il est envoyé par l'Union européenne en mission au Kosovo pour aider à la construction institutionnel de ce territoire.

## Décorations
- Officier de la Légion d'honneur Il est fait chevalier le 31 décembre 1997[7], puis est promu officier le 12 juillet 2013[8].